# Coelurus
 Coelurus  ist ein theropoder Dinosaurier aus der Gruppe der Coelurosauria.
Es handelt sich um einen kleinen, grazilen, bipeden Fleischfresser, dessen Überreste in den Schichten der Morrison-Formation (Kimmeridgium, mittlerer Oberjura) im Gebiet der nordwestlichen USA gefunden wurden. Die einzige Art, die zurzeit dieser Gattung zugeschrieben wird, ist Coelurus fragilis.

## Merkmale
Coelurus wurde etwa 2 m lang und 20 kg schwer. Verglichen mit dem verwandten Ornitholestes sind Hals und Körper insgesamt länglicher. Auch der Schädel, der ähnlich klein ist wie bei Ornitholestes, ist schlanker und graziler – obwohl man keine genaueren Aussagen machen kann, da vom Schädel nur ein Stück des Unterkiefers bekannt ist.

## Funde und Fundgeschichte

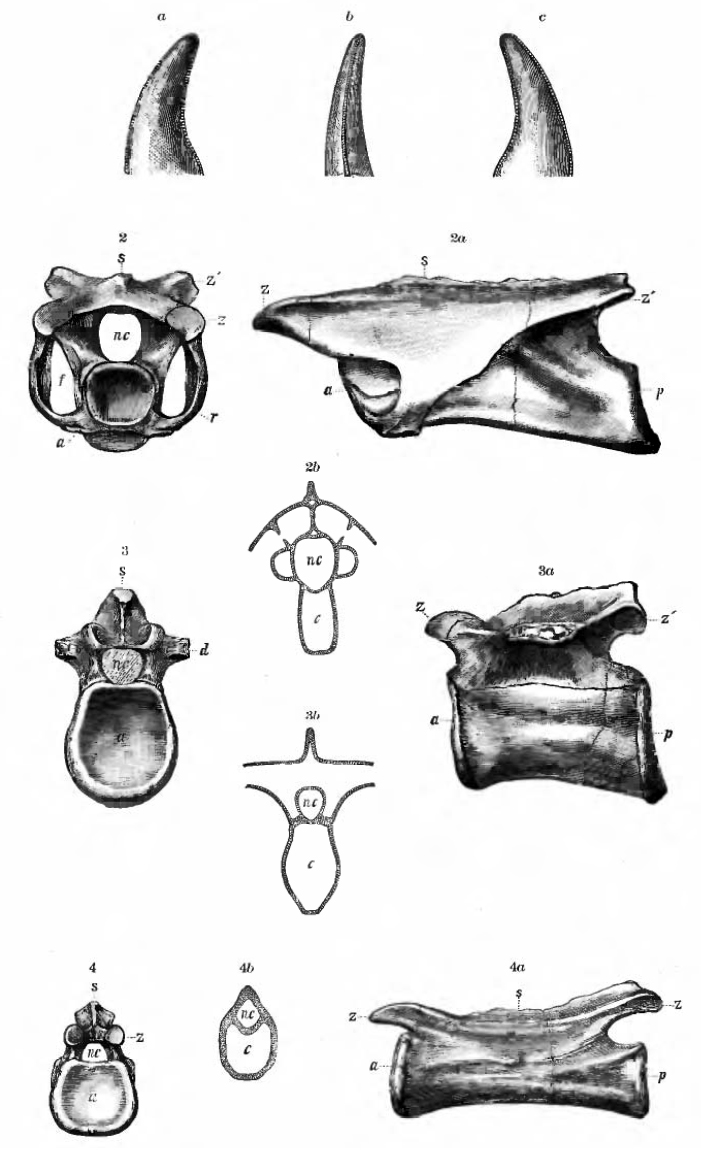
Wirbelknochen (Zeichnung von Marsh, 1884)

Coelurus war der erste kleine Theropode, der in der Morrison-Formation entdeckt wurde – er wurde bereits 1879 von Othniel Charles Marsh beschrieben. Heute kennt man weitere Kleintheropoden, die sich den Lebensraum mit Coelurus teilten und wahrscheinlich näher mit ihm verwandt sind: Ornitholestes hermanni, Koparion douglassi sowie den im Jahr 2005 beschriebenen Tanycolagreus topwilsoni. Ein weiterer Fund heißt Elaphrosaurus sp., und eine weitere neue Gattung wurde erwähnt, aber noch nicht benannt (Makovicky, 1997). (Stand 2005, siehe Literatur).
Das erste Skelett wurde im „Reed’s Quarry 13“ von Como Bluff, einem der berühmtesten Dinosaurierfriedhöfe weltweit, entdeckt. Die Knochen wurden über eine Zeitspanne von mehreren Jahren geborgen. Wegen der Hohlheit der Wirbel nannte Marsh den Fund Coelurus fragilis, was so viel bedeutet wie „zarter Hohlschwanz“. Später, im Jahr 1884, wurde weiteres Material im selben Steinbruch entdeckt. Marsh schrieb den Fund einer neuen Coelurus-Art zu und nannte sie in einer kurzen Beschreibung Coelurus agilis. Man hat viel später klargestellt (Ostrom, 1980), dass es sich bei beiden Funden um verschiedene Teile desselben Individuums handelt.
Vier Jahre später, 1884, benannte Marsh eine weitere Coelurus-Art nach spärlichen Überresten (eine Klaue und Zähne), die in der frühkreidezeitlichen Potomac-Formation in Maryland gefunden wurden. Der Fund, heute als "Coelurus" gracilis bekannt, könnte zu einem Dromaeosauriden gehören – eine Zugehörigkeit zu Coelurus wird heute ausgeschlossen.